# Distrito de Carabamba
El Distrito de Carabamba es uno de los cuatro distritos de la Provincia de Julcán, ubicada en el Departamento de La Libertad, bajo la administración del Gobierno regional de La Libertad, en el Perú.
Desde el punto de vista jerárquico de la Iglesia católica forma parte de la Arquidiócesis de Trujillo.

## Historia
Fue creado por Ley N° 25261 de creación de la provincia de Julcán,  del 19 de junio de 1990, en el primer gobierno del Presidente Alan García.

## Geografía
Abarca unas superficie de 254,28 km².

## Autoridades

### Municipales
- 2019 - 2022
- Alcalde: Jaime Yubi Carranza Lucas, del Movimiento Regional Nueva Libertad (R)
  - Teniente Alcalde: Santiago Julián Vega Orbegoso
  - Regidores:  Segundo Mario Guevara Lucas, Gilmer Valdiz Rivera Vega, Madaly Madai Blas Lescano, César Enrique Nieto Vásquez

- 2015 - 2018

- 2011 - 2014[2][3]
  - Alcalde: Segundo William Vega Cabrera, del Partido Aprista Peruano (PAP).
  - Regidores: Nelver Hernán Rivera Rafael (PAP), Sonia Del Pilar Zavaleta Villanueva (PAP), Joel Córdova Blas (PAP), Malia Modesta Peláez Flores (PAP), Guzmán Emilio Murga Fernández (Alianza para el Progreso).[4]
- 2007 - 2010

### Policiales
- Comisario: Mayor PNP.

### Religiosas
- Arquidiócesis de Trujillo[5]
  - Arzobispo de Trujillo: Monseñor Héctor Miguel Cabrejos Vidarte, OFM.[6]
- Parroquia
  - Párroco: Pbro.